# Мясоедов, Владимир Константинович
Владимир Константинович Мясоедов (1885—1916) — русский искусствовед.

## Биография
Родился в 1885 году в Санкт-Петербурге.
В 1907 году окончил историко-филологический факультет Императорского Санкт-Петербургского университета; был учеником Д. В. Айналова.
В 1909—1915 годах был хранителем музея древностей и искусств Санкт-Петербургского университета, с 1915 по 191 год — приват-доцент кафедры истории и теории искусств историко-филологического факультета университета.
В центре научной деятельности В. К. Мясоедова была культура Древней Руси. Совместно с Л. А. Мацулевичем, Н. П. Сычёвым и Н. Л. Окуневым он изучал памятники монументальной живописи в Новгороде и Пскове.
Основным предметом его исследований стало зодчество Великого Новгорода XI—XII вв., его сравнение с архитектурой городов Италии, Австрии и Германии. В своей неоконченной из-за ранней смерти магистерской диссертации он рассмотрел особенности архитектурного строения и росписи Церкви Спаса на Нередице. Указывая на присутствие романских и византийских элементов в оформлении храма, он проследил связи Новгородской земли с Византией и Западными странами. 
Одна из его работ была посвящена церкви Николая Чудотворца на острове Липне, которую он считал основоположником особого типа новгородских храмов. Также в своих трудах он касался вопросов, связанных с Софийскими соборами в Новгороде и Киеве.
Скончался в Петрограде 25 февраля (9 марта) 1916 года. 